# غول خان
غول خان (بالإنجليزية: Gul Khan)‏ هي كاتبة سيناريو ومنتجة أفلام هندية، ولدت في 5 مارس 1973 في دلهي في الهند.

## وصلات خارجية
- غول خان على موقع IMDb (الإنجليزية)

- الموقع الرسمي